# Kalathomyrmex emeryi
Kalathomyrmex emeryi (лат.) — вид примитивных муравьёв-грибководов трибы Attini из подсемейства Myrmicinae. Южная Америка.

## Описание
Рабочие мономорфные. Длина тела от 2 до 4 мм. Основная окраска желтовато-коричневая. Усики 11-члениковые (у самцов 13-члениковые). Отличаются следующими признаками: субквадратная форма головы; уменьшенные арочные лобные доли; субтреугольные мандибулы с пятью зубцами; треугольный наличник с заднебоковыми краями, сильно выступающими вперед над боковыми крыльями наличника в виде округлых гребней, в результате чего образуются две большие круглые области, где прикрепляется скапус усика; наличник с длинными щетинками, образующими псаммофор (предположительно, он негомологичен псаммофору Paramycetophylax и вероятно это синапоморфия для Kalathomyrmex); отсутствие срединной клипеальной щетинки (обычной для других Attini); стройное тело; срединный дорсальный конусообразный выступ в задней части мезонотума. Кроме того, в отличие от видов Mycetophylax (в принятом здесь таксономическом объеме), самки родов Paramycetophylax и Kalathomyrmex имеют морфологическое состояние постпетиоля с характерным большим задним вдавлением, почти разделяя его на две доли.
Характерны своим тесным симбиозом с грибами, выращиваемыми в муравейниках. Семьи малочисленные. Стебелёк между грудкой и брюшком состоит из двух члеников: петиолюса и постпетиолюса (последний чётко отделён от брюшка), жало развито, куколки голые (без кокона).
- Рабочий
- Рабочий
- Самец
- Самец
- Самка
- Самка

## Распространение
Характерен исключительно для Нового Света и встречается только в Южной Америке.

## Классификация
Вид был впервые описан в 1907 году под названием Myrmicocrypta emeryi Forel, 1907 и включался в состав родов Myrmicocrypta, Cyphomyrmex и Mycetophylax.
Описанный в 1948 году таксон Mycetophylax glaber Weber, 1948 был признан синонимом.
В 2009 году выделен в отдельный монотипический род Kalathomyrmex Klingenberg & Brandão, 2009.

## Этимология
Вид Kalathomyrmex emeryi  был назван в честь крупного итальянского мирмеколога Карло Эмери. Родовое название Kalathomyrmex происходит от двух латинизированных греческих слов: kalathos (= корзинка, ссылка на псаммофор) и myrmekos (муравей).